# Miho Ninagawa
Miho Ninagawa (jap. 蜷川みほ, ur. 6 listopada 1964 w Kawaguchi) – japońska aktorka.

## Filmografia
- 2003 Jesień w Warszawie
- 2004 Marebito jako Aya Fukumoto
- 2006 Taiyô no kizu jako Yoko Katayama
- 2006 Sakuran jako Momoka
- 2009 The Harimaya Bridge jako Pani Osaki
- 2011 Deddobôru jako kierownik Ishihara
- 2012 Ace Attorney jako Sakura Himegami (Dee Vasquez)

## Seriale
- Kitsui yatsura jako Chiiko  (w napisach wymieniona jako Miho Tachihara)
- Mistrzowie horroru jako  kobieta w ciąży (odcinek Piętno) / Naomi Saito (odcinek Wymarzony rejs)